# Amasis II
Amasis II, hay Ahmose II, là một vị pharaông của Ai Cập cổ đại thuộc Vương triều thứ 26 vào thời kì sau. Amasis II là vị hoàng đế vĩ đại và quyền uy cuối cùng của Ai Cập trước thời kỳ thuộc Ba Tư. Ông cai trị khoảng 570-526 TCN. Ai Cập thịnh vượng trong vương triều lâu dài của Amasis. Ông đóng đô ở Sais, Ai Cập nên Vương triều thứ 26 được gọi là nhà Hậu Sais. Ông băng hà năm 526 TCN và Psametik III lên kế vị và Ai Cập bị Cambyses II của Ba Tư xâm chiếm.

## Cuộc đời
Hầu hết các thông tin của chúng ta về ông có nguồn gốc từ Herodotus (2.161ff). Theo sử gia Hy Lạp, ông có nguồn gốc bình dân. Một cuộc nổi dậy nổ ra giữa những binh sĩ bản xứ Ai Cập đã cho ông cơ hội để chiếm ngôi. Những người lính, trở về nhà từ một chuyến viễn chinh quân sự tai hại đến Cyrene ở Libya, nghi ngờ rằng họ đã bị phản bội bởi Apries, vị vua trị vì, có thể loại bỏ hoàn toàn bằng các lính đánh thuê Hy Lạp của ông ta, nhiều người Ai Cập hoàn toàn thông cảm với họ. Tướng Amasis, được phái để gặp họ và dập tắt cuộc nổi dậy, nhưng thay vào đó ông được tuyên bố là vua bởi phe nổi loạn, và Apries, người đã dựa hoàn toàn vào các lính đánh thuê của ông ta, đã bị đánh bại. Apries đã bị bắt làm tù binh trong cuộc chiến sau đó tại Memphis,nhưng thay vì bị bóp cổ và chôn trong ngôi mộ của tổ tiên của ông ta tại Sais, ông ta đã bỏ trốn tới chỗ người Babylon và đã bị giết trong một cuộc xâm lược quê hương bản xứ của mình vào năm 567 TCN với sự trợ giúp của một đội quân Babylon. Một dòng chữ xác nhận các cuộc tranh chấp giữa người Ai Cập bản địa và lính nước ngoài, và chứng minh rằng Apries đã thiệt mạng và được chôn trong vinh dự vào năm thứ ba của Amasis (c.567 TCN). Amasis sau đó kết hôn với Chedebnitjerbone II, một trong những con gái của người tiền nhiệm Apries, để hợp pháp hoá vương quyền của mình.
Một số thông tin được biết về nguồn gốc gia đình của Amasis: mẹ của ông nhất định là một Tashereniset vì một bức tượng bức tượng bán thân của người phụ nữ này, mà ngày nay nằm trong Bảo tàng Anh, đã chỉ ra Một khối đá từ Mehallet el-Kubra cũng xác minh bà ngoại của ông-mẹ của Tashereniset - chắc chắn là Tjenmutetj.